# クンフタ・ウヘルスカー
クンフタ・ウヘルスカー（チェコ語: Kunhuta Uherská, 1246年 - 1285年9月9日）は、ボヘミア王オタカル2世の2人目の王妃。ハンガリー語名はクニグンダ（Kunigunda）、ドイツ語名はクニグンデ・フォン・ウンガルン（Kunigunde von Ungarn）。父方の家名をつけてクンフタ・ハリチスカー（チェコ語: Kunhuta Haličská、ハーリチのクンフタ）と呼ばれることもある。

## 生涯
父ロスチスラフはキエフ・ルーシの公族（キエフ大公ミハイル2世の子）で、母はハンガリー王ベーラ4世の長女アンナ。ロスチスラフの一家は国を追われた後、外祖父ベーラ4世の宮廷に迎えられ、スラヴォニア公の地位を与えられた。このためクニグンダはハンガリー王族とみなされ、ウヘルスカー（チェコ語: Uherská、ハンガリーの）の家名で呼ばれている。
1261年にオタカル2世と結婚し、1男2女を儲けた。
- クンフタ（英語版）（1265年 - 1321年）
- アネシュカ（チェコ語版）（1269年 - 1296年）
- ヴァーツラフ2世（1271年 - 1305年）

1278年、マルヒフェルトの戦いでオタカル2世がローマ王ルドルフ1世の軍に敗れて戦死すると、ボヘミアの領土は縮小し、プラハ周辺の州を保持するだけになった。幼少のヴァーツラフ2世を抱えて摂政となったクンフタは、ルドルフ1世の圧力と戦いながら国政の舵取りを迫られ、ヴァーツラフ2世とルドルフ1世の六女ユディトとの婚約を成立させた。
1284年、ボヘミアのマグナートであるザーヴィシュ・ズ・ファルケンシュテイナ（1290年刑死）と再婚したが翌年に死去、アネシュスキー修道院に埋葬された。